# Euro Hockey League 2012-2013
Navigation
2011-2012 2013-2014
L’Euro Hockey League 2012-2013 est la 6e édition de l'Euro Hockey League. Elle oppose les 24 meilleures équipes européennes.

## Déroulement du Tournoi
La compétition se déroule en deux phases. Lors de la première phase, les vingt quatre équipes participantes sont réparties dans huit groupes. Les deux premières sont qualifiées pour les 1/8 de finale (KO 16).
- Une Victoire rapporte 5 points
- Un Nul 2 points
- Une défaite par moins de 2 Buts d'écart 1 point
- Une défaite par plus de 2 Buts d'écart 0 point

À partir des huitièmes de finale, la compétition devient une compétition à élimination directe.

## Équipes
Pour la Saison 2012/2013
Les équipes dont le pays est placé dans les places 1 à 4 du classement peuvent engager 3 équipes :
- Pays-Bas : Amsterdam H&BC, HC Rotterdam et HC Bloemendaal
- Allemagne : Berliner HC, Rot-Weiss Köln et Uhlenhorst Mulheim
- Angleterre : Reading HC, East Grinstead HC et Beeston HC
- Belgique : Waterloo Ducks HC, KHC Dragons et Royal Leopold THC

Ceux dont le pays est classé dans les places 5 à 8 peuvent engager 2 équipes :
- Espagne : Atletic Terrassa et Club de Campo
- Russie : Kazan Dinamo HC et Izmailovo Moscow
- France : Lille MHC et Saint Germain HC
- Écosse : Kelburne HC et Grange HC

Et ceux dont le pays est classé dans les places 9 à 12 peuvent engager une équipe :
- Irlande : Lisnagarvey Hockey Club (en)
- Pologne : Poznań Grunwald
- Biélorussie : SC Stroitel Brest
- Autriche : AHTC Vienne

## Phase de Poule

### Groupe A
Les matchs ont lieu du 12 au 14 octobre 2012 à Barcelone (Espagne).
| Pays | Équipes        | Score | Équipes             | Pays |
| ---- | -------------- | ----- | ------------------- | ---- |
|      | Beeston HC     | 6-0   | WKS Grunwald Poznań |      |
|      | Amsterdam H&BC | 4-5   | Beeston HC          |      |
|      | Amsterdam H&BC | 2-2   | WKS Grunwald Poznań |      |

| Rang | Pays | Équipe              | Points | Joués | Gagnés | Nul | Perdu (écart <2 buts) | Perdus (écart >2 buts) | But Pour | But Contre | Différence |
| ---- | ---- | ------------------- | ------ | ----- | ------ | --- | --------------------- | ---------------------- | -------- | ---------- | ---------- |
| 1    |      | Beeston HC          | 10     | 2     | 2      | 0   | 0                     | 0                      | 11       | 4          | +7         |
| 2    |      | Amsterdam H&BC      | 3      | 2     | 0      | 1   | 1                     | 0                      | 6        | 7          | -1         |
| 3    |      | WKS Grunwald Poznań | 2      | 2     | 0      | 1   | 0                     | 1                      | 2        | 8          | -6         |

### Groupe B
Les matchs ont lieu du 26 au 28 octobre 2012 à Londres (Angleterre).
| Pays | Équipes     | Score | Équipes          | Pays |
| ---- | ----------- | ----- | ---------------- | ---- |
|      | KHC Dragons | 2-1   | Saint Germain HC |      |
|      | Reading HC  | 3-4   | KHC Dragons      |      |
|      | Reading HC  | 2-1   | Saint Germain HC |      |

| Rang | Pays | Équipe           | Points | Joués | Gagnés | Nul | Perdu (écart <2 buts) | Perdus (écart >2 buts) | But Pour | But Contre | Différence |
| ---- | ---- | ---------------- | ------ | ----- | ------ | --- | --------------------- | ---------------------- | -------- | ---------- | ---------- |
| 1    |      | KHC Dragons      | 10     | 2     | 2      | 0   | 0                     | 0                      | 6        | 4          | +2         |
| 2    |      | Reading HC       | 6      | 2     | 1      | 0   | 1                     | 0                      | 5        | 5          | 0          |
| 3    |      | Saint Germain HC | 2      | 2     | 0      | 0   | 2                     | 0                      | 2        | 4          | -2         |

### Groupe C
Les matchs ont lieu du 12 au 14 octobre 2012 à Barcelone (Espagne).
| Pays | Équipes      | Score | Équipes      | Pays |
| ---- | ------------ | ----- | ------------ | ---- |
|      | HC Rotterdam | 13-0  | Grange HC    |      |
|      | Berliner HC  | 8-0   | Grange HC    |      |
|      | Berliner HC  | 2-2   | HC Rotterdam |      |

| Rang | Pays | Équipe       | Points | Joués | Gagnés | Nul | Perdu (écart <2 buts) | Perdus (écart >2 buts) | But Pour | But Contre | Différence |
| ---- | ---- | ------------ | ------ | ----- | ------ | --- | --------------------- | ---------------------- | -------- | ---------- | ---------- |
| 1    |      | HC Rotterdam | 7      | 2     | 1      | 1   | 0                     | 0                      | 15       | 2          | +13        |
| 2    |      | Berliner HC  | 7      | 2     | 1      | 1   | 0                     | 0                      | 10       | 2          | +8         |
| 3    |      | Grange HC    | 0      | 2     | 0      | 0   | 0                     | 2                      | 0        | 21         | -21        |

### Groupe D
Les matchs ont lieu du 26 au 28 octobre 2012 à Londres (Angleterre).
| Pays | Équipes           | Score | Équipes           | Pays |
| ---- | ----------------- | ----- | ----------------- | ---- |
|      | East Grinstead HC | 5-0   | SC Stroitel Brest |      |
|      | Waterloo Ducks    | 4-0   | SC Stroitel Brest |      |
|      | Waterloo Ducks    | 2-1   | East Grinstead HC |      |

| Rang | Pays | Équipe            | Points | Joués | Gagnés | Nul | Perdu (écart <2 buts) | Perdus (écart >2 buts) | But Pour | But Contre | Différence |
| ---- | ---- | ----------------- | ------ | ----- | ------ | --- | --------------------- | ---------------------- | -------- | ---------- | ---------- |
| 1    |      | Waterloo Ducks    | 10     | 2     | 2      | 0   | 0                     | 0                      | 6        | 1          | +5         |
| 2    |      | East Grinstead HC | 6      | 2     | 1      | 0   | 1                     | 0                      | 6        | 2          | +4         |
| 3    |      | SC Stroitel Brest | 0      | 2     | 0      | 0   | 0                     | 2                      | 0        | 9          | -9         |

### Groupe E
Les matchs ont lieu du 12 au 14 octobre 2012 à Barcelone (Espagne).
| Pays | Équipes             | Score | Équipes           | Pays |
| ---- | ------------------- | ----- | ----------------- | ---- |
|      | Royal Leopold THC   | 4-1   | Izmailovo Moscow  |      |
|      | Atlètic Terrassa HC | 4-0   | Izmailovo Moscow  |      |
|      | Atlètic Terrassa HC | 3-3   | Royal Leopold THC |      |

| Rang | Pays | Équipe              | Points | Joués | Gagnés | Nul | Perdu (écart <2 buts) | Perdus (écart >2 buts) | But Pour | But Contre | Différence |
| ---- | ---- | ------------------- | ------ | ----- | ------ | --- | --------------------- | ---------------------- | -------- | ---------- | ---------- |
| 1    |      | Atlètic Terrassa HC | 7      | 2     | 1      | 1   | 0                     | 0                      | 7        | 3          | +4         |
| 2    |      | Royal Leopold THC   | 7      | 2     | 1      | 1   | 0                     | 0                      | 7        | 4          | +3         |
| 3    |      | Izmailovo Moscow    | 0      | 2     | 0      | 0   | 0                     | 2                      | 1        | 8          | -7         |

### Groupe F
Les matchs ont lieu du 12 au 14 octobre 2012 à Barcelone (Espagne).
| Pays | Équipes            | Score | Équipes            | Pays |
| ---- | ------------------ | ----- | ------------------ | ---- |
|      | Kazan Dinamo HC    | 3-2   | Club de Campo      |      |
|      | Kazan Dinamo HC    | 1-4   | Uhlenhorst Mulheim |      |
|      | Uhlenhorst Mulheim | 3-4   | Club de Campo      |      |

| Rang | Pays | Équipe             | Points | Joués | Gagnés | Nul | Perdu (écart <2 buts) | Perdus (écart >2 buts) | But Pour | But Contre | Différence |
| ---- | ---- | ------------------ | ------ | ----- | ------ | --- | --------------------- | ---------------------- | -------- | ---------- | ---------- |
| 1    |      | Uhlenhorst Mulheim | 6      | 2     | 1      | 0   | 1                     | 0                      | 7        | 5          | +2         |
| 2    |      | Club de Campo      | 6      | 2     | 1      | 0   | 1                     | 0                      | 6        | 6          | 0          |
| 3    |      | Kazan Dinamo HC    | 5      | 2     | 1      | 0   | 0                     | 1                      | 4        | 6          | -2         |

### Groupe G
Les matchs ont lieu du 26 au 28 octobre 2012 à Londres (Angleterre).
| Pays | Équipes        | Score | Équipes        | Pays |
| ---- | -------------- | ----- | -------------- | ---- |
|      | Lille MHC      | 2-7   | HC Bloemendaal |      |
|      | Lille MHC      | 3-3   | Lisnagarvey HC |      |
|      | HC Bloemendaal | 3-0   | Lisnagarvey HC |      |

| Rang | Pays | Équipe         | Points | Joués | Gagnés | Nul | Perdu (écart <2 buts) | Perdus (écart >2 buts) | But Pour | But Contre | Différence |
| ---- | ---- | -------------- | ------ | ----- | ------ | --- | --------------------- | ---------------------- | -------- | ---------- | ---------- |
| 1    |      | HC Bloemendaal | 10     | 2     | 2      | 0   | 0                     | 0                      | 10       | 2          | +8         |
| 2    |      | Lisnagarvey HC | 2      | 2     | 0      | 1   | 0                     | 1                      | 3        | 6          | -3         |
| 3    |      | Lille MHC      | 2      | 2     | 0      | 1   | 0                     | 1                      | 5        | 10         | -5         |

### Groupe H
Les matchs ont lieu du 26 au 28 octobre 2012 à Londres (Angleterre).
| Pays | Équipes        | Score | Équipes        | Pays |
| ---- | -------------- | ----- | -------------- | ---- |
|      | Kelburne HC    | 1-8   | Rot-Weiss Köln |      |
|      | Kelburne HC    | 3-1   | AHTC Vienne    |      |
|      | Rot-Weiss Köln | 12-1  | AHTC Vienne    |      |

| Rang | Pays | Équipe         | Points | Joués | Gagnés | Nul | Perdu (écart <2 buts) | Perdus (écart >2 buts) | But Pour | But Contre | Différence |
| ---- | ---- | -------------- | ------ | ----- | ------ | --- | --------------------- | ---------------------- | -------- | ---------- | ---------- |
| 1    |      | Rot-Weiss Köln | 10     | 2     | 2      | 0   | 0                     | 0                      | 20       | 2          | +18        |
| 2    |      | Kelburne HC    | 5      | 2     | 1      | 0   | 0                     | 1                      | 4        | 9          | -5         |
| 3    |      | AHTC Vienne    | 1      | 2     | 0      | 0   | 1                     | 1                      | 2        | 15         | -13        |

## Phase finale
Les huitièmes et les quarts de finale ont lieu du 29 mars au 1er avril 2013. Les demi-finales et la finale sont à définir.

### Qualifiés pour la Phase finale
| Groupe   | 1er du Groupe       | 2e du Groupe      |
| -------- | ------------------- | ----------------- |
| Groupe A | Beeston HC          | Amsterdam H&BC    |
| Groupe B | KHC Dragons         | Reading HC        |
| Groupe C | HC Rotterdam        | Berliner HC       |
| Groupe D | Waterloo Ducks      | East Grinstead HC |
| Groupe E | Atlètic Terrassa HC | Royal Leopold THC |
| Groupe F | Uhlenhorst Mulheim  | Club de Campo     |
| Groupe G | HC Bloemendaal      | Lisnagarvey HC    |
| Groupe H | Rot-Weiss Köln      | Kelburne HC       |

### Tableau final
|  | Huitièmes de finale          | Huitièmes de finale          |                    |                           | Quarts de finale           | Quarts de finale           |   |  | Demi-finales            | Demi-finales            |  |  | Finale                      | Finale                      |
|  | Huitièmes de finale          | Huitièmes de finale          |                    |                           | Quarts de finale           | Quarts de finale           |   |  | Demi-finales            | Demi-finales            |  |  | Finale                      | Finale                      |
|  |                              |                              |                    |                           |                            |                            |   |  |                         |                         |  |  |                             |                             |
|  | Vendredi 29 mars 2013, 09h30 | Vendredi 29 mars 2013, 09h30 |                    |                           | Dimanche 31 mars 2013, 12h | Dimanche 31 mars 2013, 12h |   |  | Samedi 18 mai 2013, 12h | Samedi 18 mai 2013, 12h |  |  | Dimanche 19 mai 2013, 14h30 | Dimanche 19 mai 2013, 14h30 |
|  | Vendredi 29 mars 2013, 09h30 | Vendredi 29 mars 2013, 09h30 |                    |                           | Dimanche 31 mars 2013, 12h | Dimanche 31 mars 2013, 12h |   |  | Samedi 18 mai 2013, 12h | Samedi 18 mai 2013, 12h |  |  | Dimanche 19 mai 2013, 14h30 | Dimanche 19 mai 2013, 14h30 |
|  | Uhlenhorst Mulheim           | 5                            |                    |                           | Dimanche 31 mars 2013, 12h | Dimanche 31 mars 2013, 12h |   |  | Samedi 18 mai 2013, 12h | Samedi 18 mai 2013, 12h |  |  | Dimanche 19 mai 2013, 14h30 | Dimanche 19 mai 2013, 14h30 |
|  | Uhlenhorst Mulheim           | 5                            |                    |                           | Dimanche 31 mars 2013, 12h | Dimanche 31 mars 2013, 12h |   |  | Samedi 18 mai 2013, 12h | Samedi 18 mai 2013, 12h |  |  | Dimanche 19 mai 2013, 14h30 | Dimanche 19 mai 2013, 14h30 |
|  | Kelburne HC                  | 0                            |                    |                           | Dimanche 31 mars 2013, 12h | Dimanche 31 mars 2013, 12h |   |  | Samedi 18 mai 2013, 12h | Samedi 18 mai 2013, 12h |  |  | Dimanche 19 mai 2013, 14h30 | Dimanche 19 mai 2013, 14h30 |
|  | Kelburne HC                  | 0                            | Uhlenhorst Mulheim | 2                         |                            |                            |   |  | Samedi 18 mai 2013, 12h | Samedi 18 mai 2013, 12h |  |  | Dimanche 19 mai 2013, 14h30 | Dimanche 19 mai 2013, 14h30 |
|  | Vendredi 29 mars 2013, 12h   |                              | Uhlenhorst Mulheim | 2                         |                            |                            |   |  | Samedi 18 mai 2013, 12h | Samedi 18 mai 2013, 12h |  |  | Dimanche 19 mai 2013, 14h30 | Dimanche 19 mai 2013, 14h30 |
|  |                              | Rot-Weiss Köln               | 3                  |                           |                            |                            |   |  | Samedi 18 mai 2013, 12h | Samedi 18 mai 2013, 12h |  |  | Dimanche 19 mai 2013, 14h30 | Dimanche 19 mai 2013, 14h30 |
|  | Rot-Weiss Köln               | Rot-Weiss Köln               | 3                  | 3                         |                            |                            |   |  | Samedi 18 mai 2013, 12h | Samedi 18 mai 2013, 12h |  |  | Dimanche 19 mai 2013, 14h30 | Dimanche 19 mai 2013, 14h30 |
|  | Rot-Weiss Köln               | Dimanche 31 mars 2013, 14h30 |                    | 3                         |                            |                            |   |  | Samedi 18 mai 2013, 12h | Samedi 18 mai 2013, 12h |  |  | Dimanche 19 mai 2013, 14h30 | Dimanche 19 mai 2013, 14h30 |
|  | Royal Leopold THC            | 2                            |                    |                           |                            |                            |   |  | Samedi 18 mai 2013, 12h | Samedi 18 mai 2013, 12h |  |  | Dimanche 19 mai 2013, 14h30 | Dimanche 19 mai 2013, 14h30 |
|  | Royal Leopold THC            | 2                            | Rot-Weiss Köln     | 4                         |                            |                            |   |  |                         |                         |  |  | Dimanche 19 mai 2013, 14h30 | Dimanche 19 mai 2013, 14h30 |
|  | Vendredi 29 mars 2013, 14h30 |                              | Rot-Weiss Köln     | 4                         |                            |                            |   |  |                         |                         |  |  | Dimanche 19 mai 2013, 14h30 | Dimanche 19 mai 2013, 14h30 |
|  |                              | KHC Dragons                  | 4                  |                           |                            |                            |   |  |                         |                         |  |  | Dimanche 19 mai 2013, 14h30 | Dimanche 19 mai 2013, 14h30 |
|  | HC Rotterdam                 | KHC Dragons                  | 4                  | 2                         |                            |                            |   |  |                         |                         |  |  | Dimanche 19 mai 2013, 14h30 | Dimanche 19 mai 2013, 14h30 |
|  | HC Rotterdam                 | Samedi 18 mai 2013, 14h30    |                    | 2                         |                            |                            |   |  |                         |                         |  |  | Dimanche 19 mai 2013, 14h30 | Dimanche 19 mai 2013, 14h30 |
|  | Reading HC                   | 2                            |                    |                           |                            |                            |   |  |                         |                         |  |  | Dimanche 19 mai 2013, 14h30 | Dimanche 19 mai 2013, 14h30 |
|  | Reading HC                   | 2                            | Reading HC         | 1                         |                            |                            |   |  |                         |                         |  |  | Dimanche 19 mai 2013, 14h30 | Dimanche 19 mai 2013, 14h30 |
|  | Vendredi 29 mars 2013, 17h   |                              | Reading HC         | 1                         |                            |                            |   |  |                         |                         |  |  | Dimanche 19 mai 2013, 14h30 | Dimanche 19 mai 2013, 14h30 |
|  |                              | KHC Dragons                  | 5                  |                           |                            |                            |   |  |                         |                         |  |  | Dimanche 19 mai 2013, 14h30 | Dimanche 19 mai 2013, 14h30 |
|  | KHC Dragons                  | KHC Dragons                  | 5                  | 7                         |                            |                            |   |  |                         |                         |  |  | Dimanche 19 mai 2013, 14h30 | Dimanche 19 mai 2013, 14h30 |
|  | KHC Dragons                  | Lundi 1 avril 2013, 12h      |                    | 7                         |                            |                            |   |  |                         |                         |  |  | Dimanche 19 mai 2013, 14h30 | Dimanche 19 mai 2013, 14h30 |
|  | Lisnagarvey HC               | 2                            |                    |                           |                            |                            |   |  |                         |                         |  |  | Dimanche 19 mai 2013, 14h30 | Dimanche 19 mai 2013, 14h30 |
|  | Lisnagarvey HC               | 2                            | KHC Dragons        | 0                         |                            |                            |   |  |                         |                         |  |  |                             |                             |
|  | Samedi 30 mars 2013, 09h30   |                              | KHC Dragons        | 0                         |                            |                            |   |  |                         |                         |  |  |                             |                             |
|  |                              | HC Bloemendaal               | 2                  |                           |                            |                            |   |  |                         |                         |  |  |                             |                             |
|  | Beeston HC                   | HC Bloemendaal               | 2                  | 3                         |                            |                            |   |  |                         |                         |  |  |                             |                             |
|  | Beeston HC                   |                              |                    | 3                         |                            |                            |   |  |                         |                         |  |  |                             |                             |
|  | East Grinstead HC            | 2                            |                    |                           |                            |                            |   |  |                         |                         |  |  |                             |                             |
|  | East Grinstead HC            | 2                            | Beeston HC         | 1                         |                            |                            |   |  |                         |                         |  |  |                             |                             |
|  | Samedi 30 mars 2013, 12h00   |                              | Beeston HC         | 1                         |                            |                            |   |  |                         |                         |  |  |                             |                             |
|  |                              | HC Bloemendaal               | 4                  |                           |                            |                            |   |  |                         |                         |  |  |                             |                             |
|  | HC Bloemendaal               | HC Bloemendaal               | 4                  | 6                         |                            |                            |   |  |                         |                         |  |  |                             |                             |
|  | HC Bloemendaal               | Lundi 1 avril 2013, 14h30    |                    | 6                         |                            |                            |   |  |                         |                         |  |  |                             |                             |
|  | Club de Campo                | 1                            |                    |                           |                            |                            |   |  |                         |                         |  |  |                             |                             |
|  | Club de Campo                | 1                            | HC Bloemendaal     | 2                         |                            |                            |   |  |                         |                         |  |  |                             |                             |
|  | Samedi 30 mars 2013, 14h30   |                              | HC Bloemendaal     | 2                         |                            |                            |   |  |                         |                         |  |  |                             |                             |
|  |                              | Amsterdam H&BC               | 2                  |                           |                            |                            |   |  |                         |                         |  |  |                             |                             |
|  | Atlètic Terrassa HC          | Amsterdam H&BC               | 2                  | 1                         |                            |                            |   |  |                         |                         |  |  |                             |                             |
|  | Atlètic Terrassa HC          |                              |                    | 1                         |                            |                            |   |  |                         |                         |  |  |                             |                             |
|  | Amsterdam H&BC               | 2                            |                    | Match pour la 3e place    | Match pour la 3e place     |                            |   |  |                         |                         |  |  |                             |                             |
|  | Amsterdam H&BC               | 2                            | Amsterdam H&BC     | Match pour la 3e place    | Match pour la 3e place     | 3                          |   |  |                         |                         |  |  |                             |                             |
|  | Samedi 30 mars 2013, 17h     | Samedi 30 mars 2013, 17h     | Amsterdam H&BC     | Dimanche 19 mai 2013, 12h | Dimanche 19 mai 2013, 12h  | 3                          |   |  |                         |                         |  |  |                             |                             |
|  | Samedi 30 mars 2013, 17h     | Samedi 30 mars 2013, 17h     |                    | Dimanche 19 mai 2013, 12h | Dimanche 19 mai 2013, 12h  | Berliner HC                | 2 |  |                         |                         |  |  |                             |                             |
|  | Waterloo Ducks               | 0                            | Rot-Weiss Köln     | 3                         |                            | Berliner HC                | 2 |  |                         |                         |  |  |                             |                             |
|  | Waterloo Ducks               | 0                            | Rot-Weiss Köln     | 3                         |                            |                            |   |  |                         |                         |  |  |                             |                             |
|  | Berliner HC                  | 3                            |                    | Amsterdam H&BC            | 5                          |                            |   |  |                         |                         |  |  |                             |                             |
|  | Berliner HC                  | 3                            |                    | Amsterdam H&BC            | 5                          |                            |   |  |                         |                         |  |  |                             |                             |

### Classement Final
| Place              | Équipe              | Résultat                      |
| ------------------ | ------------------- | ----------------------------- |
| Médaille d'or      | HC Bloemendaal      | Vainqueur                     |
| Médaille d'argent  | KHC Dragons         | Finaliste                     |
| Médaille de bronze | Amsterdam H&BC      | Vainqueur Match pour 3e Place |
| 4                  | Rot-Weiss Köln      | Perdant Match pour 3e Place   |
| 5                  | Uhlenhorst Mulheim  | Éliminé en 1/4 de finale      |
| 5                  | Reading HC          | Éliminé en 1/4 de finale      |
| 5                  | Beeston HC          | Éliminé en 1/4 de finale      |
| 5                  | Berliner HC         | Éliminé en 1/4 de finale      |
| 9                  | Kelburne HC         | Éliminé en 1/8e de finale     |
| 9                  | Royal Leopold THC   | Éliminé en 1/8e de finale     |
| 9                  | HC Rotterdam        | Éliminé en 1/8e de finale     |
| 9                  | Lisnagarvey HC      | Éliminé en 1/8e de finale     |
| 9                  | East Grinstead HC   | Éliminé en 1/8e de finale     |
| 9                  | Club de Campo       | Éliminé en 1/8e de finale     |
| 9                  | Atlètic Terrassa HC | Éliminé en 1/8e de finale     |
| 9                  | Waterloo Ducks      | Éliminé en 1/8e de finale     |
| 17                 | WKS Grunwald Poznań | Éliminé au 1er Tour           |
| 17                 | Saint Germain HC    | Éliminé au 1er Tour           |
| 17                 | Grange HC           | Éliminé au 1er Tour           |
| 17                 | SC Stroitel Brest   | Éliminé au 1er Tour           |
| 17                 | Izmailovo Moscow    | Éliminé au 1er Tour           |
| 17                 | Kazan Dinamo HC     | Éliminé au 1er Tour           |
| 17                 | Lille MHC           | Éliminé au 1er Tour           |
| 17                 | AHTC Vienne         | Éliminé au 1er Tour           |